# French manucure

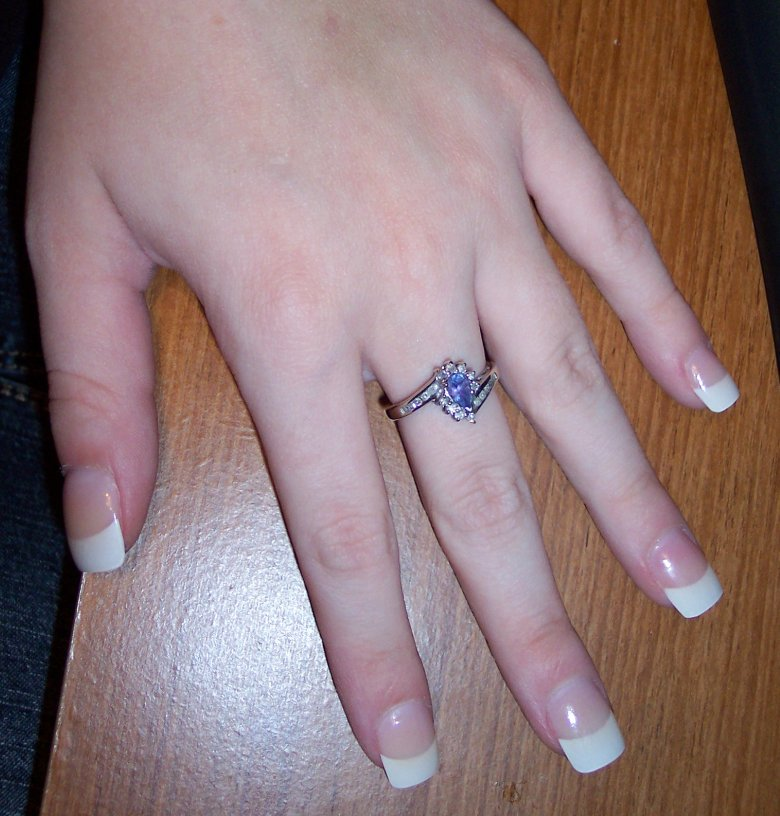
Une manucure française.

La French manucure ou manucure française est une méthode de maquillage des ongles.
Cette technique est née aux États-Unis dans les années 1970, inventée pour les stars hollywoodiennes. Elle est alors dénommée « French » (« française ») en référence à la « French touch », terme évoquant l'élégance et le raffinement dans le domaine de la mode.

## Techniques
La manucure française consiste à appliquer un trait de vernis blanc opaque sur le bord de l'ongle afin de le faire paraitre plus long.
La manucure française s'effectue en quatre étapes : 
1. Déposer sur l'ensemble de l'ongle un vernis à ongles dit base Delphine. Cette couche aura pour but de protéger l'ongle et d’apporter une meilleure adhérence aux prochaines couches de vernis à ongles.
2. Déposer d'un bout à l'autre du bord libre de l'ongle une couche de vernis blanc opaque. Il s'agit de déposer une couche qui délimite le bord libre de l'ongle du reste de l'ongle.
3. Déposer sur l'ensemble de l'ongle un vernis à ongles dit « naturel » pouvant varier de rose pâle à beige doré en fonction de la carnation.
4. Pour terminer, on applique une couche de finition de vernis transparent sur l'ensemble de l'ongle afin de protéger la manucure.